# Dyrehaven
Dyrehaven (que en danés quiere decir: Parque de los Ciervos; oficialmente Jægersborg Dyrehave) es un parque forestal al norte de Copenhague, la capital de Dinamarca. Cubre alrededor de 11 kilómetros cuadrados. Dyrehaven se caracteriza por su mezcla de grandes árboles, robles antiguos y grandes poblaciones de ciervos y gamos.
Todas las entradas al parque tienen una puerta de color rojo característico, una de las entradas más populares es la puerta de Klampenborg, cerca de la estación de Klampenborg. Todas las puertas de entrada tienen una casa puerta idéntica unida a ellos, que sirven como las residencias de los guardias forestales.
Dyrehaven fue inscrito en la lista del Patrimonio de la Humanidad de la Unesco en 2015 como parte del conjunto Paisaje cinegético de montería de Selandia Septentrional.